# 斯威特歐文 (肯塔基州)
斯威特歐文（英語：Sweet Owen）是位於美國肯塔基州歐文縣的一個非建制地區。

## 地理
斯威特歐文所處的海拔為高於海平面284米（即932英呎），而該地所採用的時區為UTC-5，即北美東部時區（EST）。同時該地設有夏令時間，為UTC-5調快一小時，即UTC-4（EDT）。